# Constitution argentine de 1853
Pour les articles homonymes, voir Constitution de l'Argentine.
Lire en ligne

Constitution en anglais, espagnol, français sur le site de la propriété intellectuelle

Constitution de 1826
La Constitution argentine de 1853 est l'actuelle constitution de la République argentine, et qui a été amendée à plusieurs reprises. Grâce au soutien général des gouvernements provinciaux – à l'exception notable de Buenos Aires, qui de fait n'a pas appartenu à la Confédération argentine jusqu'en 1859, date à laquelle elle a négocié sa réintégration, obtenant différentes modifications du texte constitutionnel – elle fut approuvée par une Convention constituante réunie à Santa Fe, et promulguée en mai 1853 par Justo José de Urquiza, qui était alors directeur provisoire de la Confédération.
Soumise depuis à différentes réformes d'envergure variable, la Constitution de 1853 reste le fondement de l'ordonnancement juridique actuellement en vigueur en Argentine. Elle s'inspire de la jurisprudence et de la doctrine politique qui inspirent le fédéralisme américain ; à l'image de celui-ci, elle établit un système républicain de séparation des pouvoirs, accorde une autonomie importante aux provinces, et institue un pouvoir fédéral dominé par l'exécutif tout en étant limité par un Congrès bicaméral, avec pour objectif de concilier représentation populaire et équité entre les provinces.
Ce modèle, élaboré par les constituants à partir des tentatives précédentes faites en vue d'établir un ordre constitutionnel en Argentine et de l'ouvrage pionnier de Juan Bautista Alberdi Bases y puntos de partida para la organización política de la República Argentina, a fait l'objet de nombreuses critiques : on reproche notamment au système fédéral de reposer sur des bases abstraites, de ne pas s'appuyer assez sur la réalité, et la transposition en Argentine d'expériences étrangères sans tenir compte des spécificités historiques de celle-ci. Cependant, tout le monde reconnaît l'importance historique de cette constitution ; dans le cadre des débats concernant la pratique et la théorie politique dans l'Argentine contemporaine, il est impossible de ne pas prendre position au sujet des pratiques et des théories qui sont à l'origine de la Constitution de 1853.
Pour les hommes politiques de la génération de 1880, qui sont à l'origine des premiers ouvrages de l'historiographie nationale, la Constitution a représenté un véritable acte fondateur, qui rompt avec les dix-sept années de pouvoir de Juan Manuel de Rosas ; ils créditent dépendant ce dernier d'avoir établi un régime politique libéral, quoiqu'un certain nombre de représentants du libéralisme argentin aient été en désaccord profond avec lui à l'époque. Pour les radicaux, de tendance social-démocrate, la Constitution représente un idéal politique inappliqué à opposer aux gouvernants des années 1880, qui se maintiennent grâce à la fraude électorale. Quant aux mouvements nationalistes du XXe siècle, qui défendent la mémoire de Rosas et critiquent les principes libéraux, la Constitution représente pour eux le retrait de l'identité nationale au profit d'un libéralisme destructeur. Dans toutes les tendances, le débat reste ouvert, et la Constitution de 1853 a inspiré de nombreux ouvrages de réflexion politique en Argentine.

## Antécédents

### Le contexte politique de 1853
La Constitution de 1853 a été élaborée aussitôt après la défaite de Buenos Aires à l'issue de la bataille de Caseros ; Justo José de Urquiza contrôle alors le pays. Le 6 avril 1852, Urquiza, Vicente López y Planes (gouverneur de Buenos Aires), Juan Gregorio Pujol (gouverneur de Corrientes) et des représentants de Santa Fe se réunissent, et en vertu du Pacte fédéral de 1831, convoquent un Congrès constituant pour le mois d'août de l'année suivante. Une circulaire est immédiatement envoyée aux provinces pour les informer de cette décision.

## Les constituants
Le traité de San Nicolás établissait le principe de la représentation égalitaire de chaque province : chacune devait envoyer deux députés. C'est l'un des points qui entraîna la rupture avec Buenos Aires, la province la plus peuplée, qui défendait l'attribution d'un nombre de députés proportionnel à la population provinciale. Si ce critère avait été appliqué, Buenos Aires aurait eu dix-huit constituants, et il aurait presque fallu que les autres provinces fassent l'unanimité contre elle pour voir leurs demandes satisfaites. Les signataires du traité de San Nicolás avaient cependant rejeté les revendications de Buenos Aires.
En raison des différences entre provinces, les constituants étaient d'origines très variées ; nombre d'entre eux n'appartenaient pas aux professions juridiques, mais étaient militaires, religieux ou écrivains. Certains étaient partis en exil pendant le gouvernement de Rosas, alors que d'autres avaient eu une activité politique au cours de cette période. Les divergences les plus importantes se manifestèrent au sujet de la question religieuse et de l'attitude à adopter au sujet du problème posé par Buenos Aires.
Après le départ des députés de cette province, Salvador María del Carril et Eduardo Lahitte, qui suivirent les instructions des insurgés de Buenos Aires, les membres de la Convention constituante étaient les suivants :

## L'élaboration du texte constitutionnel
Les membres de la commission chargée de la rédaction du projet étaient Leiva, Gutiérrez, Gorostiaga, Colodrero et Ferré.
Même si la plupart des provinces avaient déjà leur propre constitution - ces textes auraient pu servir de modèle ; ils ne furent cependant pas utilisés, car ils définissaient un système centralisé complètement à l'opposé des visées fédéralistes des délégués.
En revanche, ces derniers s'inspirèrent d'un certain nombre de constitutions déjà existantes : celle des États-Unis d'Amérique, qui datait de 1787, la Constitution espagnole de 1812, la Constitution suisse de 1848, les lois fédérales chiliennes de 1826, les constitutions françaises de 1793 et 1848, ainsi que les travaux de Juan Bautista Alberdi, alors en exil au Chili, qui avait envoyé quelques mois auparavant un projet de constitution à Juan María Gutiérrez, et la constitution unitarienne de 1826, rédigée par Bernardino Rivadavia, qui fut adaptée à la forme fédérale, et dont plusieurs passages furent intégralement conservés.
Gutiérrez and Gorostiaga, qui faisaient partie de la Commission des affaires constitutionnelles, étaient chargés de la rédaction d'un avant-projet.

## La Constitution

### Autorités de la nation

#### Pouvoir législatif

##### La Chambre des députés
Chaque député représente entre dix mille et vingt mille citoyens ; il est précisé que le nombre et la répartition des députés peut être révisé après chaque recensement, seulement à la hausse. Une clause transitoire de l'article 34 indique un minimum de deux députés par province, indépendamment de sa population ; la capitale fédérale, la province de Buenos Aires et la province de Córdoba reçoivent six députés, les provinces de Corrientes et de Santiago del Estero en reçoivent quatre, les provinces de Tucumán, Salta, Catamarca et Mendoza s'en voient attribuer trois, Santa Fe, San Juan, Entre Ríos, La Rioja, San Luis et Jujuy en reçoivent deux. En l'absence des représentants de la province de Buenos Aires, la Chambre compte trente-huit représentants en 1866.
Pour être éligible, il faut être âgé de plus de vingt-cinq ans, et avoir obtenu la nationalité argentine au moins quatre ans avant l'élection ; l'obligation d'être natif ou résident de la province dans laquelle on est candidat n'a été imposé qu'en 1860. La proposition du constituant De Ángelis visant à exiger l'exercice d'une profession libérale ou la propriété de terres est finalement rejetée. Le mandat des députés dure quatre ans, et peut être renouvelé ; le renouvellement se fait par moitié tous les deux ans. Par une disposition transitoire, il est établi qu'un tirage au sort déterminerait qui des premiers élus n'aurait que deux ans de mandat, une pratique qui a été renouvelée à de nombreuses reprises, notamment lors des dissolutions du Congrès par les gouvernements militaires.

##### Le Sénat
Chaque province argentine, ainsi que la ville de Buenos-Aires élisent trois sénateurs pour une durée de six ans, renouvelables par tiers tous les  2 ans. Le Vice-Président de la Nation, assisté du Président du Sénat, sont les deux présidents du Sénat, mais ne peuvent voter qu'en cas de votes égaux des sénateurs. En cas de jugement du Président de la nation, le Sénat est présidé par le Président de la Cour Suprême.

#### Pouvoir judiciaire
L'organisation du pouvoir judiciaire est définie par les articles 91 à 100, de manière très succincte, ce qui explique que de fait, elle repose surtout sur la législation émise ensuite par le Congrès. La plus grande partie des articles concernant le pouvoir judiciaire traite de l'organisation et des attributions de la Cour suprême de justice de la nation.